# (8766) Niger
(8766) Niger (1304 T-2) – planetoida z pasa głównego asteroid okrążająca Słońce w ciągu 5,36 lat w średniej odległości 3,06 au. Odkryta 29 września 1973 roku.